# آراوای کواتا
آراوای کواتا (به اسپانیایی: Araway Qhata) یک کوه در پرو است که در Peru, Cusco Region, Cusco Province واقع شده‌است.